# Трапезников, Владимир Николаевич
Владимир Николаевич Трапезников (11 (23) июля 1874 , Пермь, Российская империя — 26 декабря 1937, Свердловск) — российский революционер, юрист, краевед, историк, общественный деятель. Один из организаторов социал-демократической группы «Освобождение рабочего класса» в Перми.

## Биография
Родился в семье мещанина (позднее купца) Николая Николаевича Трапезникова и его жены Марии Дмитриевны. В 1893 году окончил Пермскую мужскую гимназию. Выпускник юридического факультета Казанского университета 1897 года. Работал помощником присяжного поверенного в Перми.
Сотрудничал в газете «Пермский край». Преследовался царскими властями. В 1902 году арестован и сослан в Архангельскую губернию. Участник вооружённого восстания в Мотовилихе в декабре 1905 года.
В 1907 году выслан в ссылку в Вологду.
С 1906 года — адвокат в Вологде, член Вологодского общества изучения Северного края.
30 июля 1917 года избран по объединённому списку социал-демократической группы «Единство» и Трудовой народно-социалистической партии депутатом Вологодской городской Думы. Выдвигался в члены Всероссийского учредительного собрания от марксистской группы «Единство».
Редактор «Вологодских губернских ведомостей». Жил в Вологде до июня 1918 года.
С 1918 по 1921 год работал юрисконсультом и начальником секции музеев Управления обслуживания Наркомпроса в Москве.
В 1921 году арестован органами ОГПУ и сослан в Архангельскую губернию.
С 1922 по 1924 год работал в Перми, в 1924 году — заведующий юридическим отделом управления Северолеса, в 1925 году — преподаватель Архангельского индустриального техникума.
В 1930-е годы В. Н. Трапезников являлся сотрудником Пермского научно-промышленного музея и членом общества краеведения Прикамья. Печатал статьи на краеведческие темы и воспоминания о своем революционном прошлом в столичных журналах и пермских газетах.
В 1936—1937 годах жил в Свердловске. Работал юрисконсультом. Арестован в Перми органами НКВД в декабре 1937 года и расстрелян.
Реабилитирован посмертно в 1969 году.

## Научная деятельность
Начал печататься, ещё будучи студентом в казанских газетах. Использовал литературные псевдонимы — В. Уральский, Всев. Мирской. С 1901 года был членом и некоторое время архивариусом Пермской ученой архивной комиссии. В 1902 году, находясь в тюремной больнице, написал «Очерк истории Приуралья и Прикамья в эпоху закрепощения» (издан в 1911), в котором дал оригинальную интерпретацию процессов заселения и освоения русскими Западного Урала. Продолжение работы — «Очерки из истории классовой борьбы в Пермском Приуралье во время крепостного права» — осталось неопубликованным. Наиболее крупный исторический труд В. Н. Трапезникова — «Летопись города Перми» (XV в. — 1920 г.)

### Избранные публикации
- Пермский купец А. П. Пушкин // Труды Пермской губернской ученой архивной комиссии. Вып. IX. — Пермь, 1901.
- О людях, искавших вольности из владения господ своих // Труды Пермской губернской ученой архивной комиссии. Вып. IV. — Пермь, 1901.
- По этапу // Образование. — 1905. — № 6—7.
- Очерк истории Приуралья и Прикамья в эпоху закрепощения. — Архангельск, 1911.
- Вологодское общество изучения Северного края, его музей, как очаги родиноведения. — Вологда, 1916.
- Первобытное поселение Севера России // Иллюстр. сборник-ежегодник Перм. губ. земства. — Пермь, 1916. — Вып. 2.
- Из истории Пермского подполья // Борьба за власть. — Пермь, 1924. — Т. 2.
- В стране неволи // Каторга и ссылка. — 1925. — № 6.
- Первая частная газета в Перми // Каторга и ссылка. — 1931. — № 8/9.
- Летопись города Перми. — Пермь, 1998.